# فرخنده‌های بزرگ
فرخنده‌های بزرگ (نام علمی: Buthraupis) نام یک سرده از تیره فرخنده است.